# Просседі
Просседі (італ. Prossedi) — муніципалітет в Італії, у регіоні Лаціо,  провінція Латина.
Просседі розташоване на відстані близько 80 км на південний схід від Рима, 31 км на схід від Латини.
Населення — 1214 осіб (2014).
Щорічний фестиваль відбувається festeggiata l'останньої неділі травня. Покровитель — Sant'Agata.

## Демографія
Населення за роками:

Станом на 1 січня 2023 року в муніципалітеті офіційно проживало 39 іноземців з 13 країн, серед них 11 громадян країн Євросоюзу.

## Сусідні муніципалітети
- Амазено
- Джуліано-ді-Рома
- Маенца
- Приверно
- Рокказекка-дей-Вольші
- Вілла-Санто-Стефано